# Station Hoek van Holland Strand

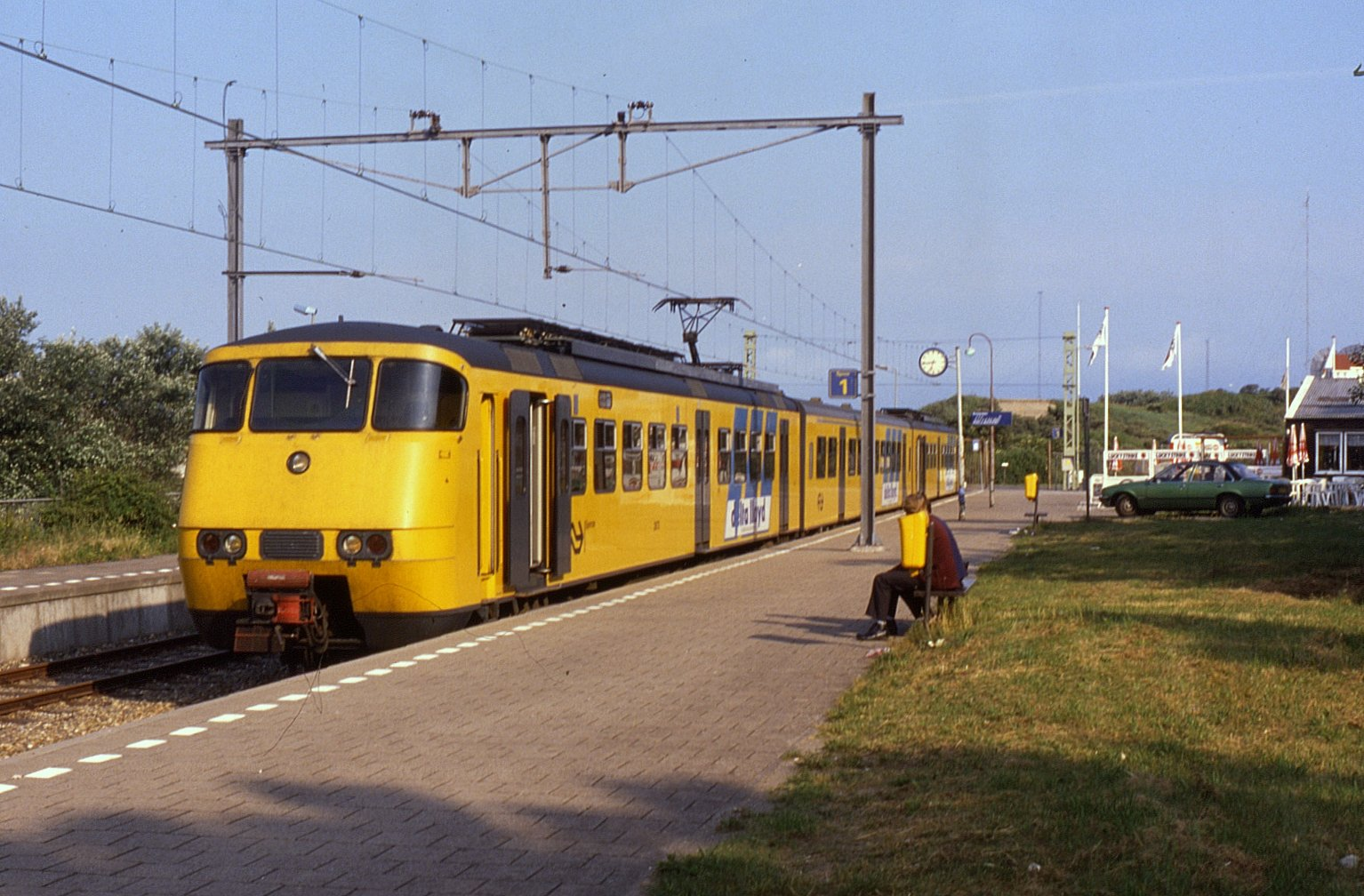
Hoek van Holland Strand. Sprinter nr. 2873 wacht op vertrek naar Rotterdam Centraal; 16 juni 1990

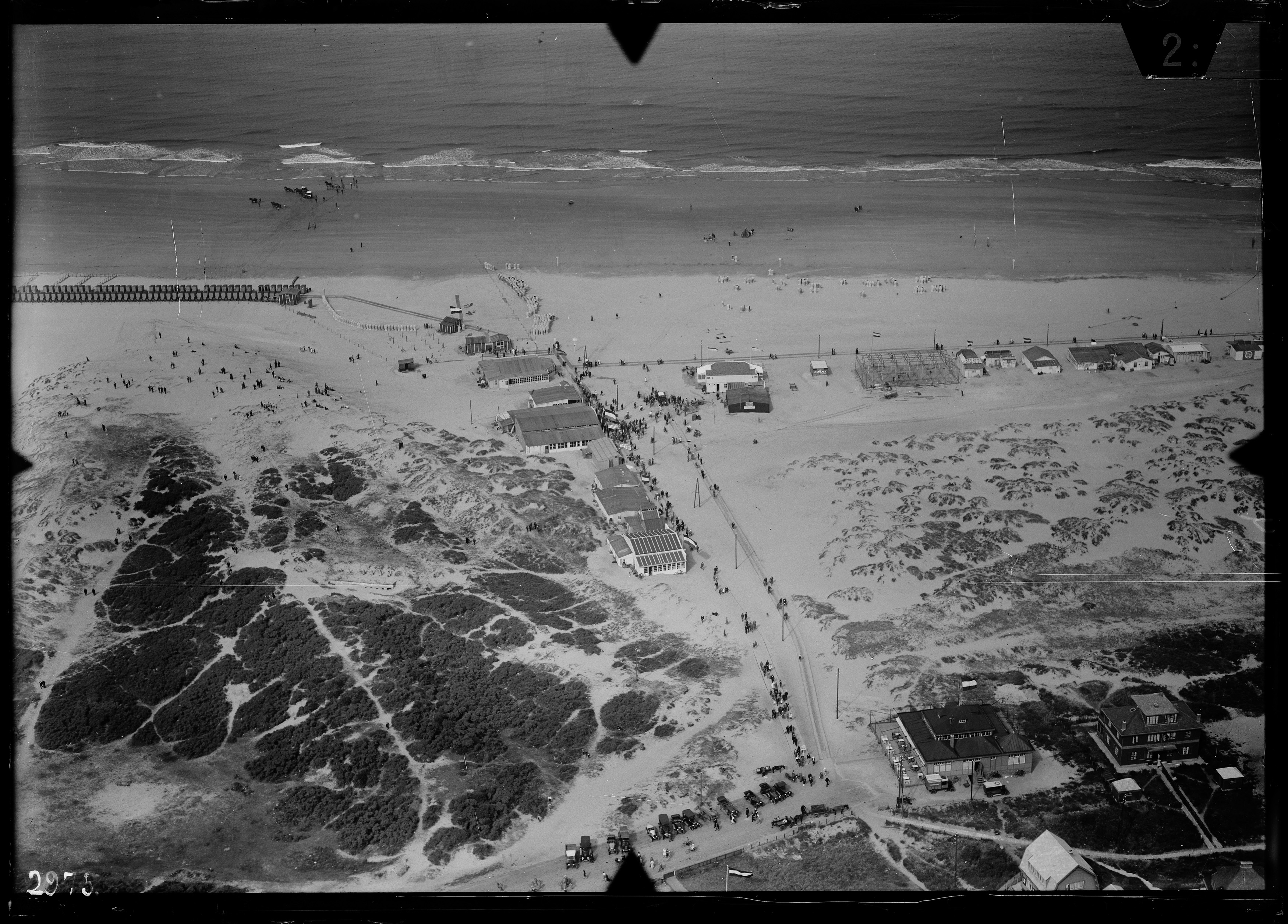
Luchtfoto van het strand van Hoek van Holland (1920-1940).

Station Hoek van Holland Strand was tot 1 april 2017 het eindpunt van de Hoekse Lijn. 
Dit spoorwegstation in Hoek van Holland werd geopend op 1 juni 1893. Het lag circa 700 meter westelijker dan station Hoek van Holland Haven waarbij buiten de zomermaanden de treinen beperkt doorreden naar het station. Door de aanleg van de Maasvlakte is de kustlijn in 1971 verder in zee komen te liggen dan toen het station werd geopend, zodat het station nadien niet meer vlak bij het strand lag maar ruim een kilometer (ongeveer 15 minuten lopen) ervandaan.

## Treindienst
Tot 1 april 2017 stopte hier de volgende treinserie:
| Serie | Treinsoort    | Route                                                                            | Bijzonderheden |
| ----- | ------------- | -------------------------------------------------------------------------------- | -------------- |
| 4100  | Sprinter (NS) | Hoofddorp – Schiphol Airport – Zaandam – Purmerend – Hoorn – Hoorn Kersenboogerd |                |

## Nieuw metrostation
Op 1 april 2017 is de Hoekse Lijn overgenomen door de Metropoolregio Rotterdam-Den Haag en verbouwd tot een metrolijn die op 30 september 2019 in gebruik is genomen. Van 1 april 2017 tot 31 maart 2023 was er vervangend busvervoer naar de Badweg vlak bij het strand  van Hoek van Holland.
In het kader van de verbouwing van de Hoekse Lijn tot metrolijn is het oude station Hoek van Holland Strand per 1 april 2017 gesloten.  Op 31 maart 2023 werd een nieuw metrostation Hoek van Holland Strand geopend, vlak bij het strand, waarvoor het spoor 900 meter is verlengd.

## Vroegere goederenlijnen
Op deze hoogte waren nog 2 spoorlijnen; de "Strandlijn" en de Westlandsche Stoomtramweg Maatschappij (WSM)-tram kwamen beide op normaalspoor vanuit of naast de duinen, beide dienden voor goederenvervoer. De strandlijn had aansluiting op de NS-sporen, en kruiste de WSM-zijlijn die hier ongeveer eindigde. De WSM-lijn verdween in 1951, en is nu deels fietspad. De strandlijn verdween in 1971.
0: Schiedam Centrum ·
2:  -Nieuwland ·
4: Vlaardingen Oost ·
6:  -Centrum ·
8:  -West ·
12: Maassluis ·
14:  -West ·
16: Poortershaven ·
19: De Haak ·
21: Nieuwlandsche Polder ·
23: Hoek van Holland Haven ·
24:  -Strand